# Venericardia
Venericardia, (verouderde naam Venericor), is een uitgestorven geslacht van mollusken, dat leefde van het Paleoceen tot het Eoceen.

## Beschrijving
Deze tweekleppige had een ovale tot driehoekige schelp, die een haakvormige wervel bevatte. Beide kleppen bevatten een brede driehoekige slotplaat, die bezet was met drie solide tanden. Aan de binnenzijde was de tand van de klep ondiep ingesneden met vlakke tandjes. Jongere exemplaren waren in het bezit van slanke radiaire ribben, soms bezet met knobbeltjes, die snel veranderden in gladde, vlakke stroken, afgewisseld door diepe groeven. De lengte van de schelp bedroeg ongeveer 7,5 cm.

## Leefwijze
Dit geslacht bewoonde zandbodems in warme, ondiepe wateren.